# Фергюсон, Иэн
И́эн Го́рдон Фе́ргюсон (англ. Ian Gordon Ferguson; 20 июля 1952, Таумаруни) — новозеландский гребец-байдарочник, выступал за сборную Новой Зеландии в середине 1970-х — начале 1990-х годов. Четырёхкратный олимпийский чемпион (рекорд среди новозеландских мужчин), двукратный чемпион мира, победитель многих регат национального и международного значения. Член ордена Британской империи (MBE).

## Биография
Иэн Фергюсон родился 20 июля 1952 года в городке Таумаруни на Северном острове. В детстве занимался многими видами спорта, в том числе бегом, регби, плаванием. Во время учёбы в школе неоднократно становился чемпионом в этих дисциплинах на местном уровне, в конечном счёте сделал выбор в пользу гребли на байдарках.
Первого серьёзного успеха на взрослом международном уровне добился в 1976 году, когда попал в основной состав новозеландской национальной сборной и благодаря череде удачных выступлений удостоился права защищать честь страны на летних Олимпийских играх в Монреале. Стартовал в зачёте одиночных байдарок на дистанции 500 метров, но выбыл из борьбы за медали уже после двух заездов. Несмотря на то что Новая Зеландия бойкотировала Олимпиаду 1980 года в Москве, Фергюсон всё же выступил на ней в качестве независимого спортсмена: в одиночках занял седьмое место на пятистах метрах и восьмое место на тысяче.
В 1983 году выступил на чемпионате мира в финском Тампере, откуда привёз награду серебряного достоинства, выигранную в одиночках на полукилометровой дистанции. Будучи одним из лидеров гребной команды Новой Зеландии, благополучно прошёл квалификацию на Олимпийские игры 1984 года в Лос-Анджелесе, где завоевал сразу три золотые медали в трёх различных дисциплинах: в одиночках на пятистах метрах, в двойках на пятистах метрах в паре с Полом Макдональдом и на тысяче метрах в составе четырёхместного экипажа, куда помимо него и Макдональда вошли также гребцы Грант Брэмуэлл и Алан Томпсон. За это выдающееся достижение был признан лучшим спортсменом Новой Зеландии этого года, а годом позже стал членом ордена Британской империи.
На чемпионате мира 1985 года в бельгийском Мехелене Фергюсон выиграл золотую медаль в программе двухместных байдарок на полукилометровой дистанции. Два года спустя на мировом первенстве в немецком Дуйсбурге взял серебро в этой дисциплине и, кроме того, получил золото в двойках на километре. Прошёл отбор на Олимпиаду 1988 года в Сеуле, на церемонии открытия нёс флаг своей страны. На сей раз они с Макдональдом завоевали золотую награду на пятистах метрах, тогда как на тысяче стали серебряными призёрами, уступив американскому экипажу Грега Бартона и Нормана Беллингема.
После четырёх Олимпиад Фергюсон остался в основном составе новозеландской национальной сборной и продолжил принимать участие в крупнейших международных регатах. Так, 1990 году он побывал на чемпионате мира в польской Познани, откуда привёз награду серебряного достоинства, полученную в двойках на десяти километрах. Позже отправился на Олимпийские игры 1992 года в Барселоне, где, тем не менее, попасть в число призёров не смог, в паре с тем же Макдональдом они показали восьмой результат на тысяче метрах, тогда как на пятистах добрались только до стадии полуфиналов. Вскоре после этой неудачи Иэн Фергюсон принял решение завершить карьеру профессионального спортсмена, уступив место в сборной молодым новозеландским гребцам. Он стал первым новозеландцем, кому удалось поучаствовать в пяти Олимпиадах, а его четыре золотые олимпийские медали в индивидуальном зачёте до сих пор не перекрыты никем из соотечественников.
Завершив спортивную карьеру, Фергюсон занялся бизнесом, открыл собственный магазин Ferg's Kayaks, специализирующийся на продаже спортинвентаря, связанного с греблей на байдарках и каноэ. Участвовал в строительстве стадиона для гребного слалома в Окленде. Его сын Стивен пошёл по стопам отца и тоже стал довольно известным спортсменом, выступал на Олимпийских играх в плавании и в гребле.